# 武邑县
武邑县是河北省衡水市下辖的一个县，位於河北省東南部，衡水市東北部，東鄰阜城縣、景縣、西接桃城區、深州市，南與棗強縣接壤，北與武強縣毗連，地處京津都市經濟圈和臨港經濟半徑輻射範圍之內，東北與泊頭市為鄰，東西最寬27公里，南北最長42.5公里，县人民政府驻武邑镇。

## 人口
根據第七次人口普查數據，截至2020年11月1日零時，武邑縣常住人口為265962人。

## 气候
年均温度12.5℃，年降水量650.7毫米。

## 行政区划
武邑县下辖7个镇、2个乡：
武邑镇、清凉店镇、审坡镇、赵桥镇、韩庄镇、肖桥头镇、龙店镇、圈头乡和大紫塔乡。

## 交通
- 106国道、 339国道过境。